# Heliotropium calcicola
Heliotropium calcicola là loài thực vật có hoa trong họ Mồ hôi. Loài này được Fernald mô tả khoa học đầu tiên năm 1907.